# Торбијера (Ферара)
Торбијера је насеље у Италији у округу Ферара, региону Емилија-Ромања.
Према процени из 2011. у насељу је живело 141 становника. Насеље се налази на надморској висини од -1 м.